# Valdería (León)

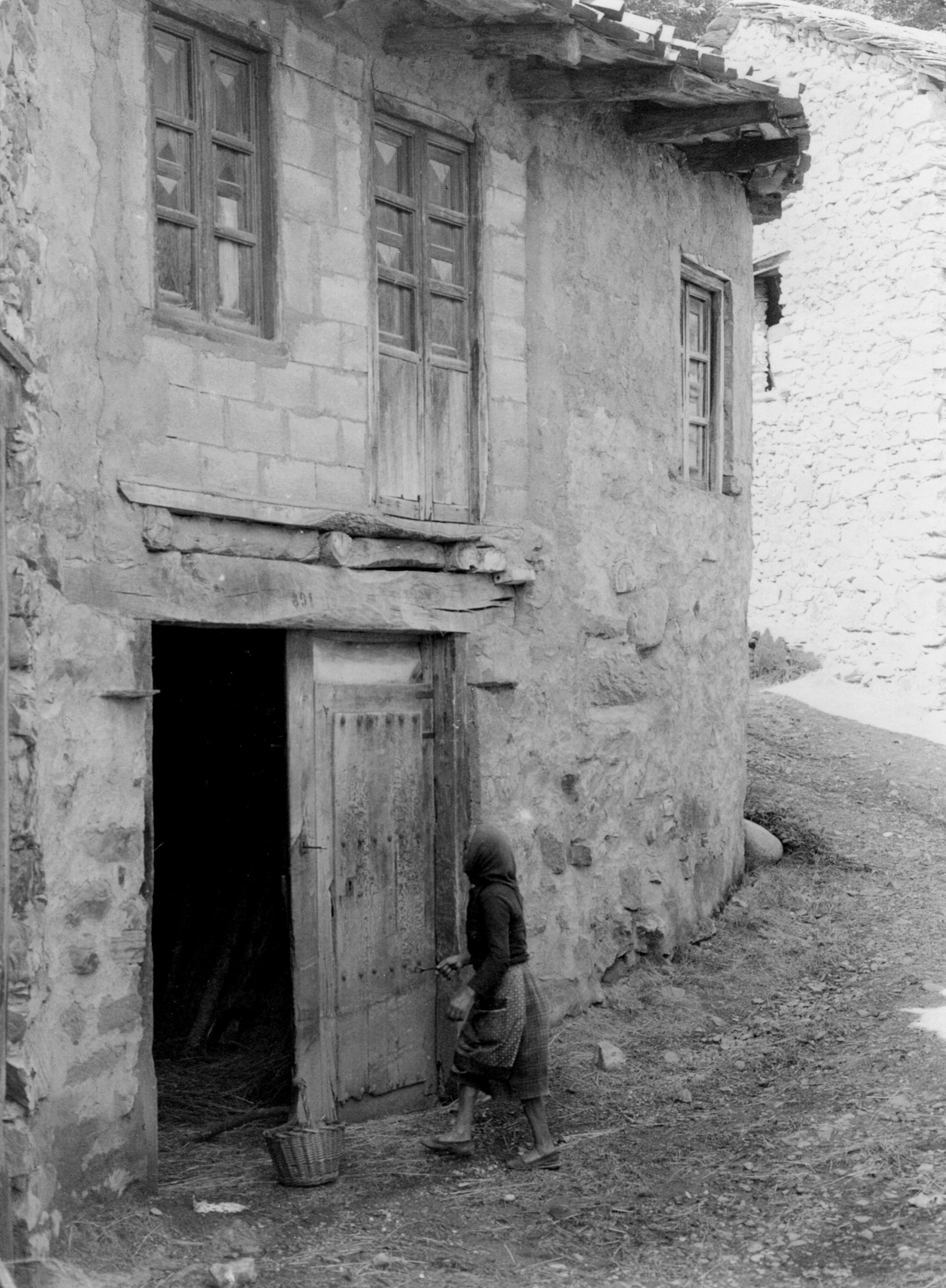
La Valdería, años 1970.

La Valdería (leonés: Valdeiría) es una comarca española situada al suroeste de la provincia de León (Castilla y León).

## Localización
Está recorrida por el río Eria, que le da su nombre, y que nace en la sierra del Teleno para desembocar en el Órbigo, ya en la provincia de Zamora. Comprende los municipios de Castrocontrigo, Castrocalbón y San Esteban de Nogales de la provincia de León.

## Municipios
- Castrocontrigo
  - Morla de la Valdería
  - Torneros de la Valdería
  - Nogarejas
  - Pinilla de la Valdería
  - Pobladura de Yuso
- Castrocalbón
  - Calzada de la Valdería
  - Felechares de la Valdería
  - San Félix de la Valdería
- San Esteban de Nogales

## Características

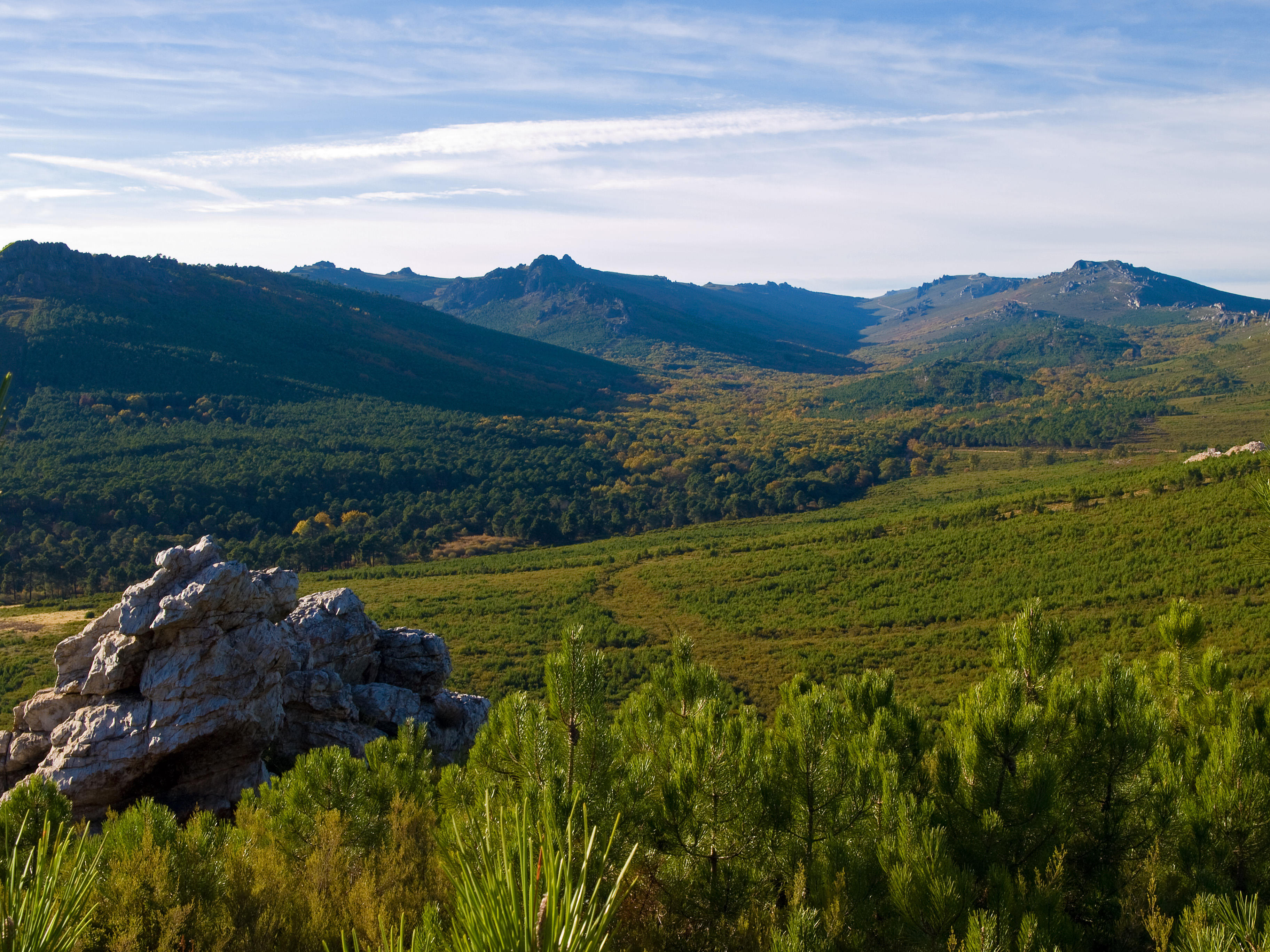
La Valdería vista desde Nogarejas

Ha sido una comarca eminentemente agrícola y ganadera con cultivos de regadío en las vegas del valle y de secano en los montes y en las mesetas aluviales.
Al estar en una zona de transición entre la montaña y el llano de la Meseta, hace que sus paisajes sean variados y atractivos.
Tiene buena riqueza cinegética de sus montes y piscícola en las claras aguas del río Eria.
Fue señorío de los Ponce de Cabrera y Alba de Aliste. Presenta una larga e interesante historia como se puede ver en restos arqueológicos y en el Museo de Castrocalbón.